# Districtes del Cantó de Friburg

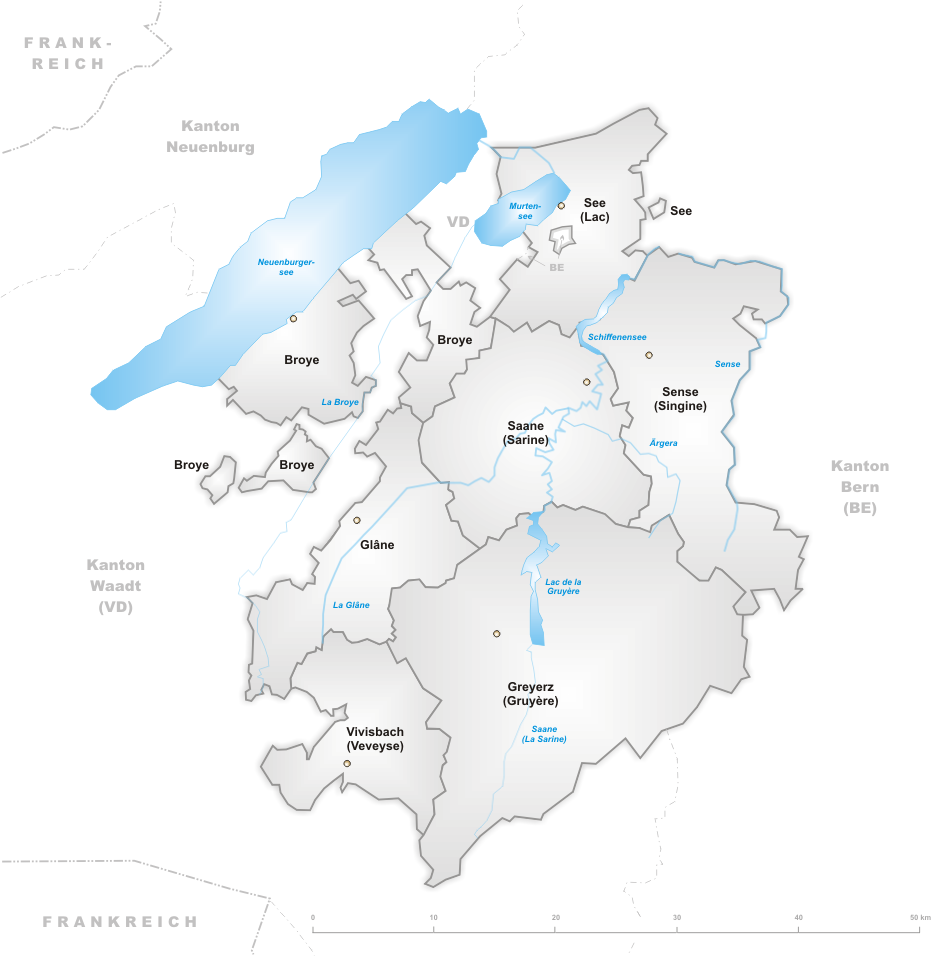
Districtes del Cantó de Friburg

Escut del Cantó de Friburg

Els Districtes del Cantó de Friburg (Suïssa) són 7:
- Districte de Le Lac amb cap a Morat (fr.) o Murten (al.) és un districte bilingüe.
- Districte de la Broye amb cap a Estavayer-le-Lac i francès de llengua oficial.
- Districte de la Sarine amb cap a Friburg i francès de llengua oficial.
- Districte de la Singine amb cap a Tavel (fr.) o Tafers (al.) i alemany de llengua oficial.
- Districte de la Glâne amb cap a Romont i francès de llengua oficial.
- Districte de la Gruyère amb cap a Bulle i francès de llengua oficial.
- Districte de la Veveyse amb cap a Châtel-Saint-Denis i francès de llengua oficial.